# Australe Scopuli
Australe Scopuli és una formació geològica de tipus scopulus a la superfície de Mart, localitzada amb el sistema de coordenades planetocèntriques a -79.19 latitud N i 277.71 ° longitud E, que fa 504.58 km de diàmetre. El nom va ser aprovat per la UAI l'any 2006 i fa referència a una característica d'albedo.